# 국무총리 특별보좌관
국무총리 특별보좌관은 대한민국 국무총리를 보좌하는 직책으로 직급은 장관급 또는 차관급 정무직 공무원이다. 국무총리 비서관이나 국무총리 보좌관과는 별도의 정책을 수행, 보좌하기 위해 설치되었다. 별정직 공무원으로 국무총리 비서관, 보좌관, 국무조정실의 직원과는 별도의 정원으로 국무총리가 직속으로 임명하며 정원의 제한 규정은 존재하지 않는다.

## 역대 국무총리 특별보좌관
- 정 월터 1951년 ~ ?, 이승만의 한인기독학원 학생[1], 장면총리 특보
- 도날드·P·위터커, 1960년 8월 19일 ~ 1961년 5월 20일, 장면 총리의 미국인 고문
- 정헌주(鄭憲柱), 1960년 8월 19일 ~ 1961년 5월 20일, 겸임 교통부장관&국무원 사무처장, 장면총리 특보
- 이홍렬, 1960년 8월 19일 ~ 1961년 5월 20일, 장면 총리 비서관 겸임, 장면총리 특보
- 이후락(李厚洛), 1960년 8월 19일 ~ 1961년 5월 20일, 중앙정보연구위원회 연구실장&중앙정보부장, 장면총리 특보

- 박정수(朴定洙), 1965년 ~ 1968년, 김종필의 보좌관, 무임소장관 보좌관으로 전임, 김종필총리 특보
- 한상국[2], 1971년 ~ 1975년 4월, 국무총리 비서관, 김종필총리 특보
- 전두환(全斗煥), 1980년 5월 28일 ~ 1980년 8월 26일, 보안사령관&합동수사본부장&중앙정보부차장보&1공수특전단장&중앙정보부장서리&국가보위입법위원회상임위원장&11,12대 대통령, 박충훈총리 특보

- 이병룡(李秉龍), 1989년 ~ 1990년 8월 20일, 안기부장 1특보 겸임
- 이병룡(李秉龍), 1990년 8월 21일 ~ 1991년 3월 30일, 1990년 남북총리회담 대표단원&안기부장 1특보 겸임
- 이동복(李東馥), 1991년 1월 15일[3][4] ~ 1992년 10월 24일, 남북고위급회담 교섭위원&안기부장 1특별보좌관 겸임
- 이동복(李東馥), 1992년 10월 25일 ~ 1993년 5월 19일, 안기부장 1특별보좌관 겸임[5]
- 이동복(李東馥), 1993년 5월 20일 ~ 1993년 9월, 남북고위급회담 교섭위원&안기부장 특별보좌관 겸임
- 윤여준(尹汝雋), 1994년 7월 1일 ~ 1994년 12월 23일[6],
- 엄익준(嚴翼駿), 1994년 7월 1일 ~ 1994년 7월 10일,
- 김보현(金保鉉), 1999년 6월 3일 ~ 1999년 7월 5일, 국가정보원 대북전략기획국장

- 윤병철, 1999년 9월 ~ 2000년 5월, 겸 총리정책자문위원회 부위원장&경제분야자문위원, 박태준총리 특보
- 이병익[7], 2000년~ 2002년 7월, , 21세기 청년정치연구소장&미래연합 대변인&박근혜 대선캠프 sns멘토단장, 이한동 총리 특보
- 정태동, 2000년~ 2002년 7월, ?, 이한동 국회의원 특보, 이한동 총리 특보

### 국무총리 정책특별보좌관
- 김용정, 2003년 ~ 2004년, ?, 동아일보 편집국장&GK 홍보기획단 공동단장, 고건총리 정무특보
- 김원배, ? ~ 2006년 3월, 전남 영암, 경희대, 한국농축산주기획실장&김근태 민주당고문 정책특보&영암발전연구소소장&영암아리랑신주발행인겸대표이사&교통문화운동본부이사&청와대정책수석실21세기전문가포럼 건설분과위원&, 이해찬총리 정책특보
- 정현태, 2007년 ~ 2007년 3월, 충남 논산, 한남대, 행복한대덕포럼 대표&민주당 민주정책연구원 정책자문위원, 한명숙총리 정책특보

### 국무총리 공보특별보좌관
- 김덕봉, 2003년 ~ 2004년, GK 홍보기획단 공동단장, 고건총리 공보특보

## 국무총리 보건의료분야 특별보좌관
- 지영미, 2020년 ~ 2021년, 정세균 총리 특별보좌관, 글로벌감염센터 자문위원 겸임

## 기타
총리특별보좌관의 겸직 금지 규정은 없었다. 이후락은 1961년 1월부터는 중앙정보연구위원회 연구실장을 겸하였다.

## 같이 보기
- 대통령 특별보좌관
- 국무총리 비서관
- 국무총리 보좌관
- 국무총리실장
- 국무조정실장